# ZTZ 1100
Die ZTZ 1100 (vollständig: MZ-DKW ZTZ 1100) ist eine Motorrad-Prototyp-Einzelanfertigung und das bisher bekannte hubraumstärkste Zweitakt-Motorrad. Das Motorrad wurde auf Basis einer MZ ETZ 250 mit einem Barkas-Stationärmotor aus einer Tragkraftspritze TS 8 gebaut.

## Entstehungsgeschichte
Die Idee zum Bau der Maschine kam dem gelernten Werkzeugmechaniker und heutigen Industriemeister für Werkzeug - und Sondermaschinenbau Gerald Richter aus dem erzgebirgischen Bärenstein auf einem Oldtimertreffen. Die Maschine sollte eine Hommage an die Zschopauer Motorrad- und Motorenmarken DKW und MZ werden.
Im Jahr 2019 begann Richter mit dem Bau. Als Grundlage diente eine ETZ 250 von 1984 und ein Stationärmotor Barkas ZW 1103 aus einer TS-8-Tragkraftspritze der Industrieverwaltung 19 Fahrzeugbau Chemnitz Zweigbetrieb DKW. Der Barkas-Stationärmotor basiert weitestgehend auf dem Vorkriegsmotor DKW ZW 1100 von 1935 und wurde unverändert bis in die 1990er Jahre in Tragkraftspitzen der DDR verwendet. Der Motor wurde mit einem Hilfsrahmen für Motor und Getriebe über eine angepasste Motorhalterung in den ETZ-Rahmen eingebaut. Da er ursprünglich nicht über eine eigene Kühlung, Kupplung, Getriebe und Lichtmaschine verfügte, wurde der Motor mit einer Wasserkühlung, einem Getriebe und der Kupplung einer Royal Enfield, einer elektronischen Zündanlage für eine Jawa 350, einer Lichtmaschine von Buell und einem Mikuni-Vergaser kombiniert. Für die zwei Zylinderauslässe besitzt die ZTZ 1100 rechts und links jeweils den Auspuff einer ETZ 250.
Das Fahrzeug erhielt nach Fertigstellung im Mai 2021 ein Einzelbetriebserlaubnis mittels Vollgutachten nach § 21 StVZO und eine Straßenverkehrszulassung.
Die Bezeichnung ZTZ 1100 steht laut Richter für Zweizylinder Teleskopgabel Zentralkastenrahmen sowie den Hubraum von 1100 cm³, angelehnt an die, wenn auch damals nicht korrekte, Bezeichnung Einzylinder Teleskopgabel Zentralkastenrahmen der ETZ 250.
Der Motor hat eine Leistung von 28 PS (20,6 kW) bei 3000/min und ermöglicht damit laut Richter eine Geschwindigkeit von etwa 100 km/h.

## Technische Daten

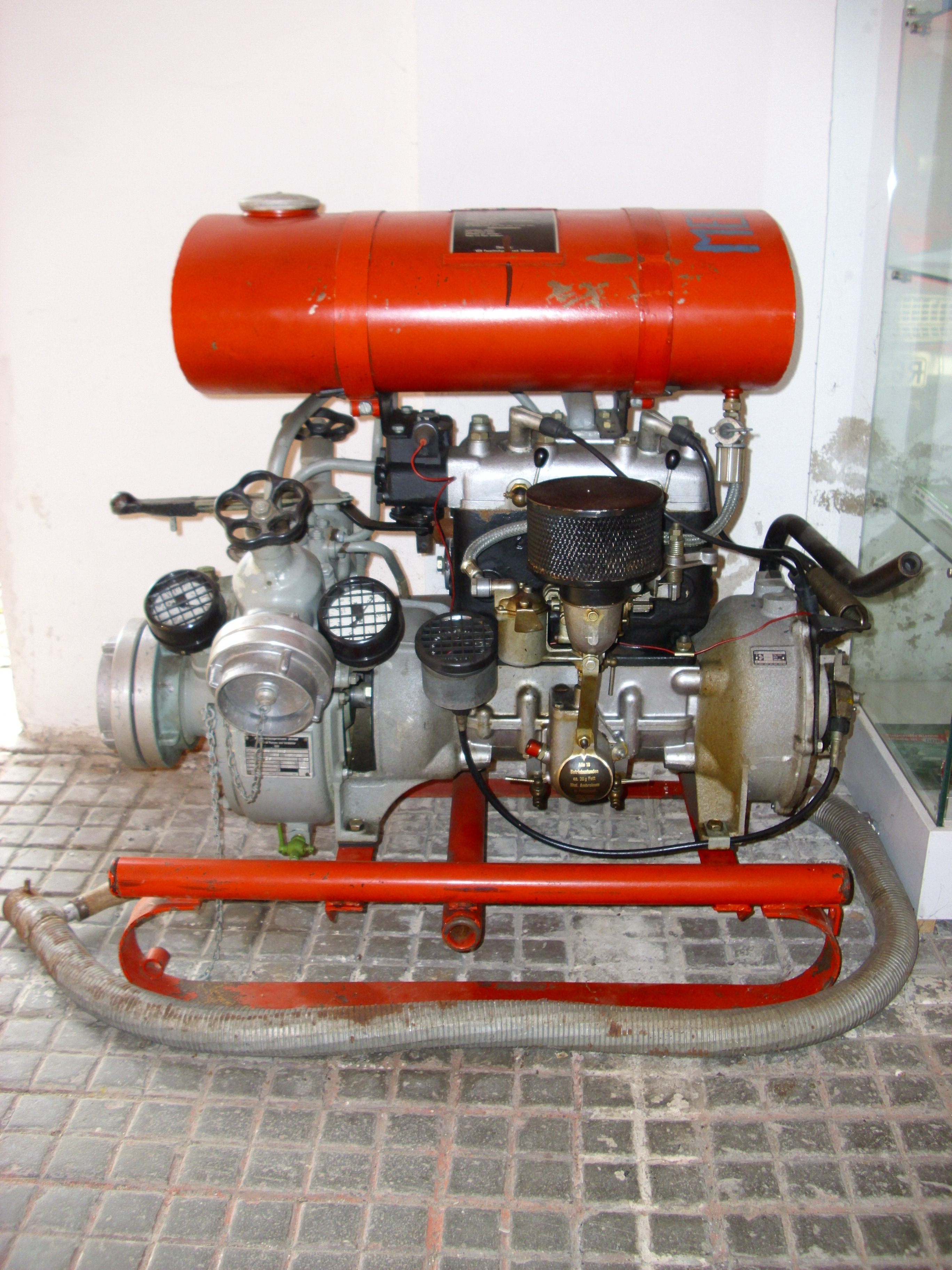
Tragkraftspritze TS 8 mit dem Barkas-Stationärmotor ZW 1103

| ZTZ 1100                         | ZTZ 1100                                                                                               |
| -------------------------------- | --- |
| Motor                            | wassergekühlter Zweizylinder-Zweitaktmotor, Kickstarter                                                |
| Steuerung                        | Schlitzsteuerung                                                                                       |
| Ladungswechsel                   | Umkehrspülung                                                                                          |
| Bohrung × Hub                    | 96 × 76 mm                                                                                             |
| Hubraum                          | 1100 cm³                                                                                               |
| Verdichtung                      | 6,1 : 1                                                                                                |
| Nennleistung                     | 28 PS (20,6 kW) bei 3000/min                                                                           |
| max. Drehmoment                  | 84 Nm bei 1750/min                                                                                     |
| Kraftstoffverbrauch bei Volllast | 16–18 l/h                                                                                              |
| Motorgewicht                     | 70 kg (ohne Kupplung und Getriebe)                                                                     |
| Gemischaufbereitung              | Mikuni-Vergaser                                                                                        |
| Schmierung                       | Zweitaktgemisch 1 : 25                                                                                 |
| Zündung                          | elektronisch gesteuert                                                                                 |
| Endantrieb                       | Rollenkette (vollgekapselt)                                                                            |
| Rahmen                           | Stahl-Kastenprofil-Brückenrahmen, Heckteil aus Rohren                                                  |
| Maße (L × B × H)                 | 2160 × 740 × 1140 mm                                                                                   |
| Radstand                         | 1380 mm                                                                                                |
| Sitzhöhe                         | 835 mm                                                                                                 |
| Radaufhängung vorn               | Teleskopgabel, hydraulisch gedämpft, nicht einstellbar, Federweg 185 mm                                |
| Radaufhängung hinten             | 2-Armschwinge aus Rundstahlrohr, über 2 Federbeine abgestützt, Federweg 105 mm, Federbasis verstellbar |
| Felgengröße vorn                 | Drahtspeichenrad, 1,6 x 18"                                                                            |
| Felgengröße hinten               | Drahtspeichenrad, 2,15 x 18"                                                                           |
| Bereifung vorn                   | 3.00-18 52P Rf TT                                                                                      |
| Bereifung hinten                 | 3.50-18 62P TT                                                                                         |
| Bremse vorn                      | Einscheibenbremse mit 2-Kolben-Festsattel, ø 280 mm                                                    |
| Bremse hinten                    | Trommelbremse, mechanisch über Gestänge betätigt, ø 160 mm                                             |
| Tankinhalt                       | 17 l (Reserve: 1,5 l)                                                                                  |
| Höchstgeschwindigkeit            | 100 km/h                                                                                               |